# Euphrasia coreanalpina
Euphrasia coreanalpina är en snyltrotsväxtart som beskrevs av Takenoshin Nakai och Arika Kimura. Euphrasia coreanalpina ingår i släktet ögontröster, och familjen snyltrotsväxter. Inga underarter finns listade i Catalogue of Life.